# Коханці Марії (фільм, 1984)
Коханці Марії (англ. Maria's Lovers) — американський художній фільм 1984 року, режисера Андрія Кончаловського. Поставлений за мотивами повісті «Річка Потудань» Андрія Платонова.

## Сюжет
Після закінчення Другої світової війни американський солдат Іван (Джон Севедж), що вижив у японському таборі, повертається додому. Тут він виростав з Марією (Настасія Кінські), в яку був закоханий ще в дитинстві і про яку постійно думав перебуваючи в полоні. Незабаром він і Марія одружилися, але страхіття полону надломили психіку Івана і він не здатний зробити Марію щасливою в сімейному житті.

## Ролі виконують

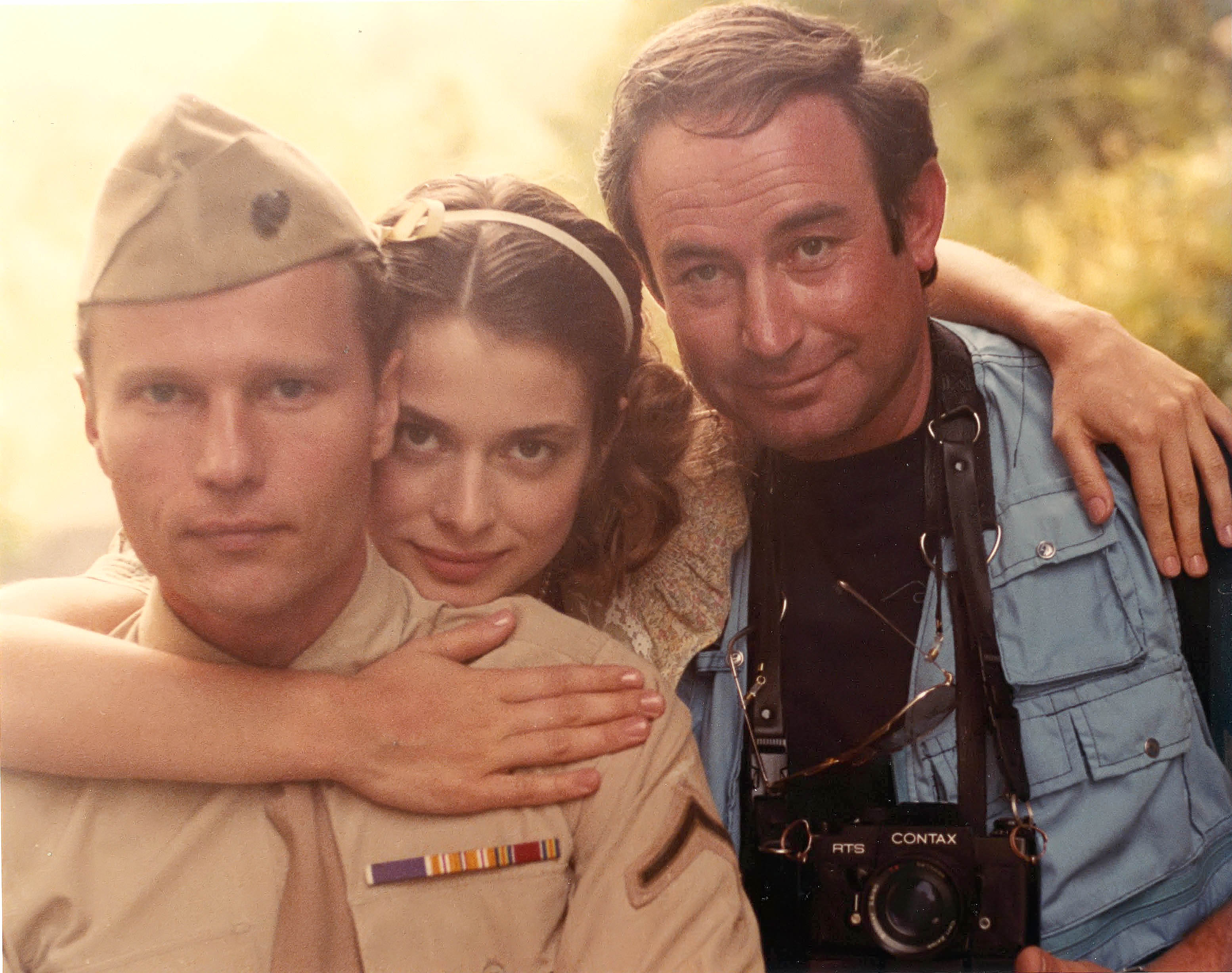

- Настасія Кінські — Марія
- Джон Севедж — Іван
- Роберт Мітчем — батько Івана
- Кіт Керрадайн — Кларенс
- Бад Корт — Харві
- Вінсент Спано — Ел Грізеллі
- Джон Гудмен — Франк
- Олена Корєнєва — Вєра

## Навколо фільму
- Це був перший фільм, який режисер Андрій Кончаловський зняв у США англійською мовою.
- В дійсності фільм заснований на реальній історії, що сталася з солдатом в Югославії, який повернувся додому після контузії у Першій світовій війні.
- На початку фільму йдуть уривки з документального фільму армії США режисера Джона Г'юстона «Нехай буде світло»[en] (1946, Let There Be Light) про посттравматичний стресовий розлад у військовополонених з японських концтаборів.

## Нагороди
- 1985 Премія «Срібна стрічка» Італійського національного синдикату кіножурналістів:
  - найкращій іноземній акторці[it] — Настасія Кінські